# Jeremy M. Kubica
Jeremy Martin Kubica, né en 1979, est un astronome américain.

## Découvertes
D'après le Centre des planètes mineures, Kubica a co-découvert 22 astéroïdes numérotés entre 2004 et 2007, en collaboration avec Andrew C. Becker et Andrew W. Puckett. La plupart de ces astéroïdes sont des objets transneptuniens.
| (144897) 2004 UX10  | 20 octobre 2004   |
| (145451) 2005 RM43  | 9 septembre 2005  |
| (145452) Ritona     | 10 septembre 2005 |
| (145453) 2005 RR43  | 9 septembre 2005  |
| (145474) 2005 SA278 | 27 septembre 2005 |
| (145480) 2005 TB190 | 11 octobre 2005   |
| (160427) 2005 RL43  | 3 septembre 2005  |
| (248835) 2006 SX368 | 16 septembre 2006 |
| (308379) 2005 RS43  | 13 septembre 2005 |
| (308933) 2006 SQ372 | 25 septembre 2006 |
| (447178) 2005 RO43  | 3 septembre 2005  |
| (456826) 2007 TH422 | 3 octobre 2007    |
| (470027) 2006 RC103 | 11 septembre 2006 |
| (470083) 2006 SG369 | 16 septembre 2006 |
| (523622) 2007 TG422 | 3 octobre 2007    |
| (525729) 2005 RQ43  | 11 septembre 2005 |
| (525815) 2005 SD278 | 25 septembre 2005 |
| (527603) 2007 VJ305 | 4 novembre 2007   |
| (527604) 2007 VL305 | 4 novembre 2007   |